# Interculturalismo
L'interculturalismo, che ha sfumature di significato più limitanti rispetto ai termini intercultura e interculturalità, è la filosofia, o meglio la dottrina (come evidenzia il suffisso -ismo), dello scambio tra gruppi culturali differenti all'interno di una società o di un gruppo.
Sulla scorta dell'interculturalismo, vari stati hanno adottato negli ultimi decenni politiche interculturali che cercano di incoraggiare la socializzazione tra i cittadini di diversa provenienza. Queste politiche sono spesso usate come strumento per combattere razzismo, pregiudizi ed incomprensioni verso l'altro, nonché i fallimenti delle politiche multiculturali.
L'interculturalismo, in una sua attestazione popolare, è quella disponibilità ad ammettere una cultura diversa, a partire da cui si renderebbe possibile instaurare un dialogo per conoscere e comprendere l'altro.